# Représentations diplomatiques de la Gambie

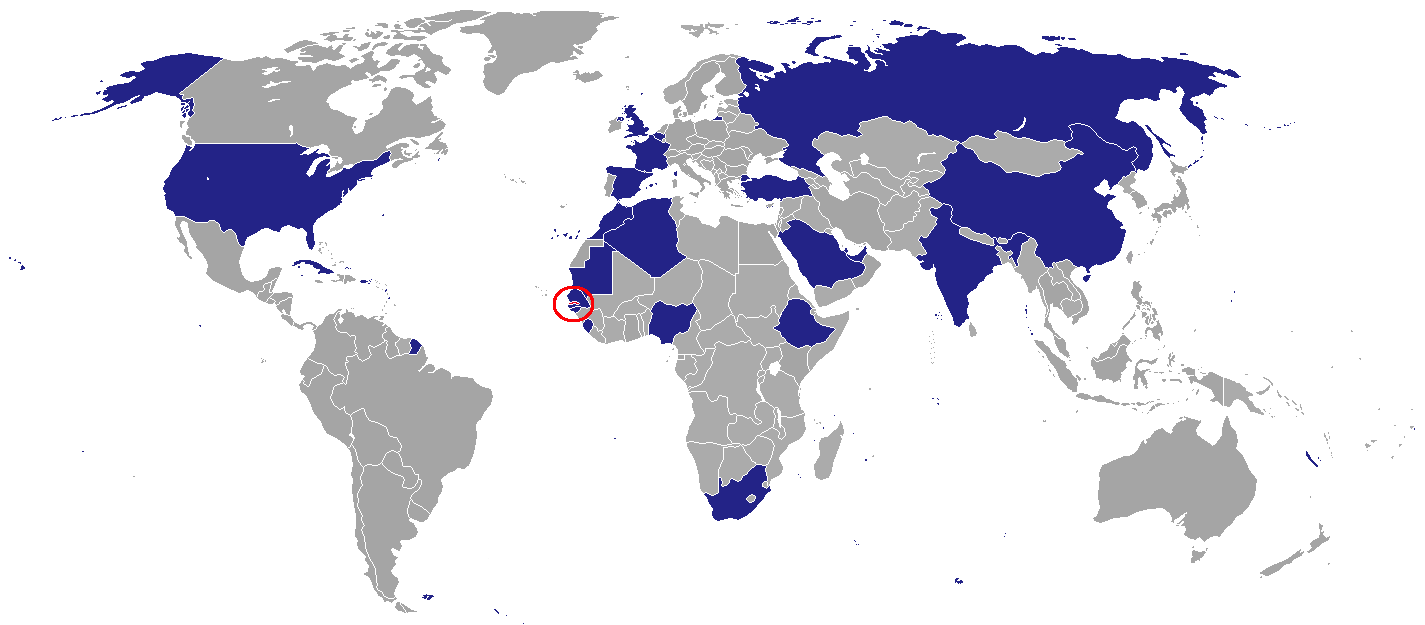
Représentations diplomatiques de la Gambie.

Voici les représentations diplomatiques de la Gambie à l'étranger :

## Afrique
- Afrique du Sud
  - Pretoria (haut-commissariat)
- Algérie
  - Alger (ambassade)
- Éthiopie
  - Addis-Abeba (ambassade)
- Guinée-Bissau
  - Bissau (ambassade)
- Maroc
  - Rabat (ambassade)
  - Dakhla (consulat général)
- Mauritanie
  - Nouakchott (ambassade)

```
   .(Nouadhibou)(consulat 
```

honoraire) 
- Nigeria
  - Abuja (haut-commissariat)
  - Lagos (consulat)
- Sénégal
  - Dakar (ambassade)
- Sierra Leone
  - Freetown (haut-commissariat)

## Amérique
- Cuba
  - La Havane (ambassade)
- États-Unis
  - Washington (ambassade)

## Asie
- Arabie saoudite
  - Riyad (ambassade)
  - Djeddah (consulat général)
- Chine
  - Pékin (ambassade)
- Émirats arabes unis
  - Abou Dabi (ambassade)
- Inde
  - New Delhi (haut-commissariat)
- Qatar
  - Doha (ambassade)
- Turquie
  - Ankara (ambassade)

## Europe
- Belgique
  - Bruxelles (ambassade)
- France
  - Paris (ambassade)
- Espagne
  - Madrid (ambassade)
- Royaume-Uni
  - Londres (haut-commissariat)
- Russie
  - Moscou (ambassade)
- Suisse
  - Genève (ambassade)

## Organisations internationales
- Union africaine
  - Addis-Abeba (mission permanente)
- Union européenne
  - Bruxelles (mission)
- ONU
  - Genève (mission permanente auprès des Nations unies et d'autres organisations internationales)
  - New York (mission permanente)
- UNESCO
  - Paris (mission permanente)

## Galerie

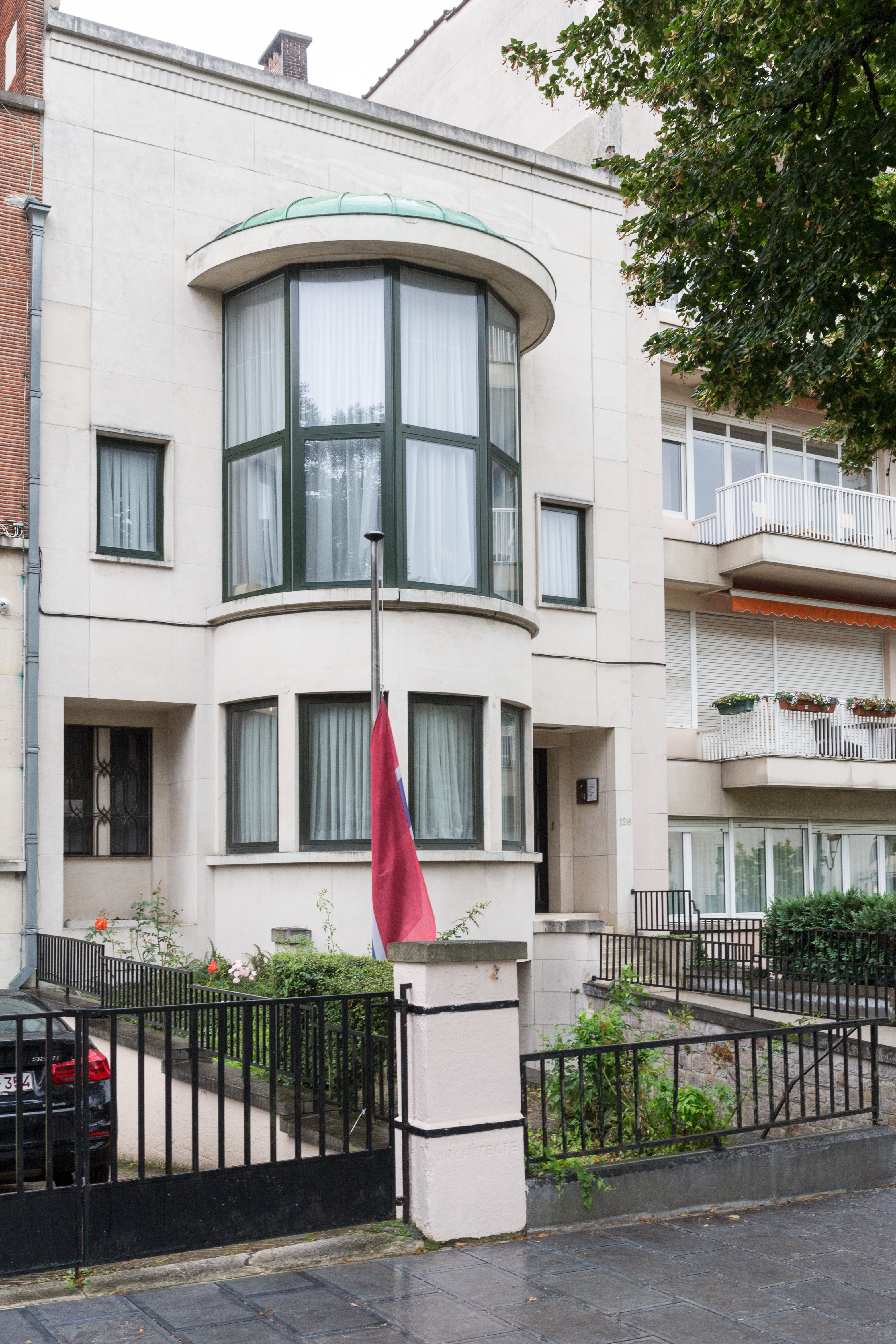
Ambassade à Bruxelles.
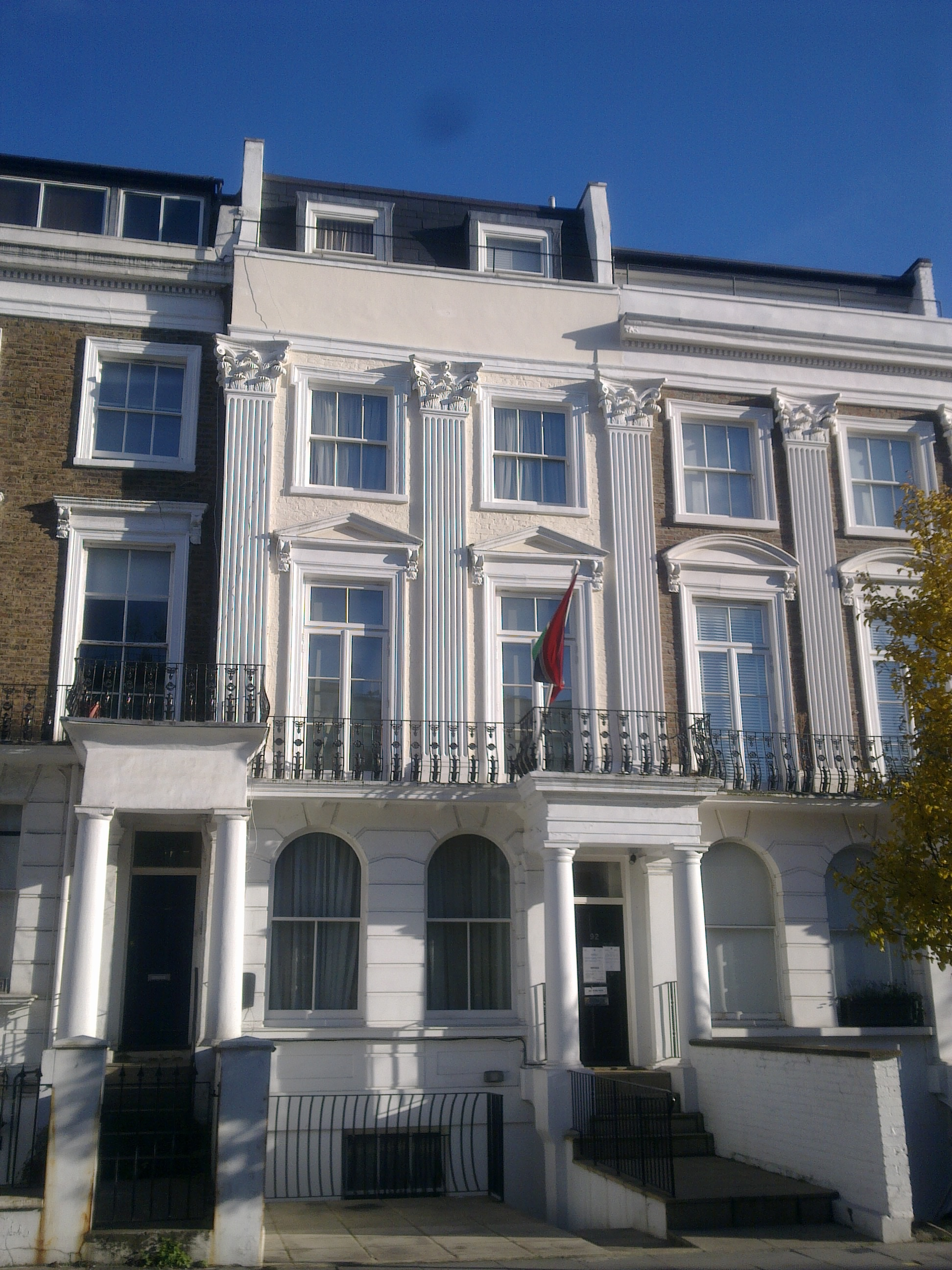
Haut-commissariat à Londres.
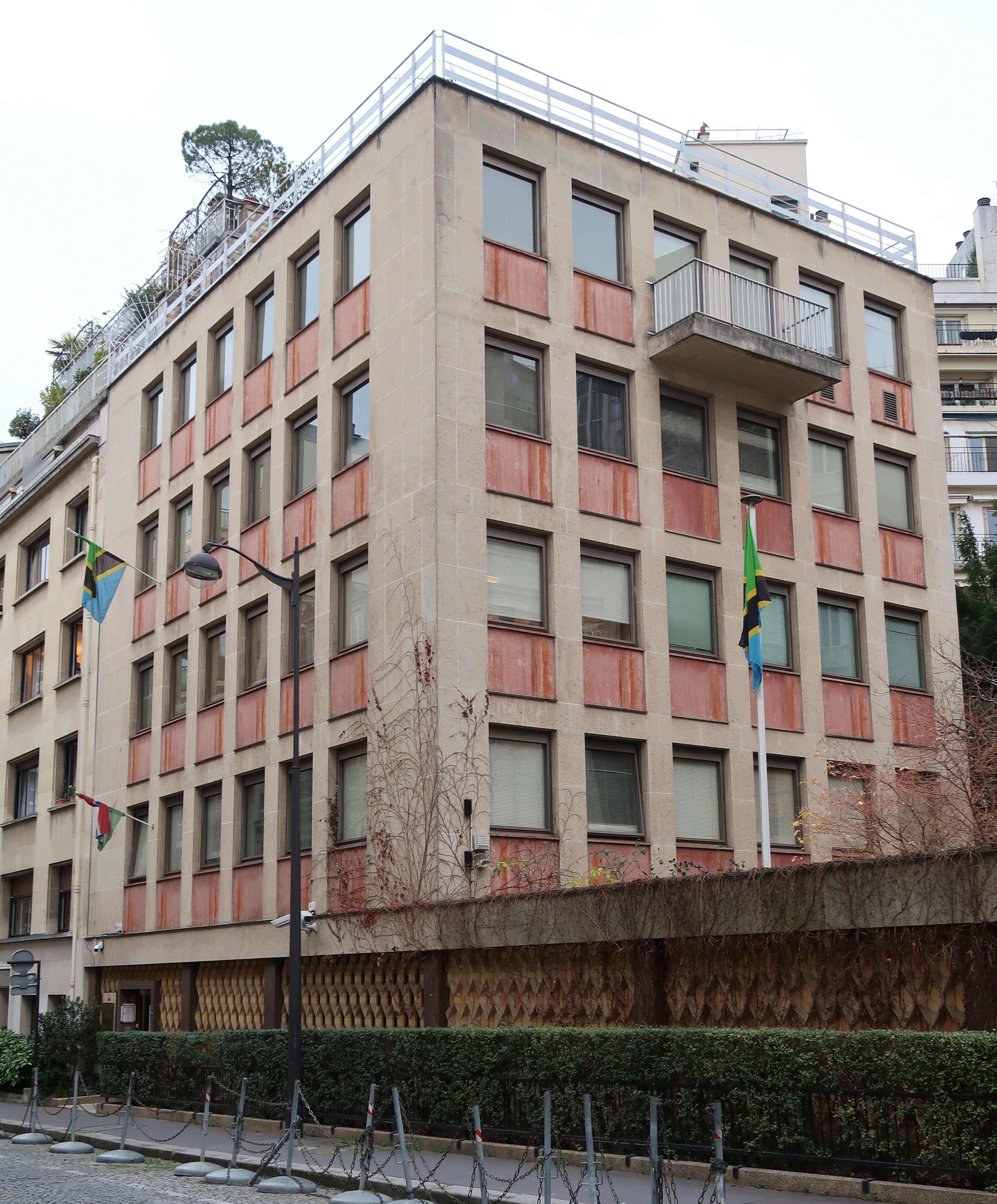
Ambassade à Paris.